# Требинє
Треби́нє (серб. Треби́ње) — місто у південній частині Республіки Сербської в Боснії і Герцеговині. Адміністративний центр однойменної общини та регіону. Розташоване у південно-східній частині історичної області Герцеговина на відстані 27 км від хорватського міста Дубровник на Адріатичному морі.

## Географія

### Рельєф та гідрографія
Поверхневих вод у регіоні небагато, озер нема, а єдиною великою річкою є Требишниця на якій і розташоване місто.  

### Клімат
Для міста є характерним середземноморський клімат з сухим спекотним літом та дощовою зимою. Восени тепліше ніж навесні, сніг випадає дуже рідко і зазвичай тане за декілька годин. Требинє — одне з найсонячніших міст на Балканах (в середньому 260 днів у році) та одне з найтепліших у Боснії і Герцеговині. Середньорічна температура в місті становить 16,6 °C (з 1981 по 2012 р.), найвища температура +42,5 °C була зареєстрована 22 липня 2007 року, найнижча -8 °C, 14 січня 1968 року. Характерними є вітри Бора та Сироко. Бора дме з півночного сходу і приносить прохолодну і ясну погоду, натомість Сироко дме з південного сходу, в результаті чого погода тепла та волога.
Клімат сприятливий для вирощування різноманітних рослин, таких як  інжир, гранат, апельсин, мандарин, лимон, грейпфрут, олива, вишня, абрикос, персик, диня, кавун та інші, зустрічаються лікарські рослини: безсмертник, полин, чебрець, верес, лаванда.
| Клімат у Требинє                              | Клімат у Требинє | Клімат у Требинє | Клімат у Требинє | Клімат у Требинє | Клімат у Требинє | Клімат у Требинє | Клімат у Требинє | Клімат у Требинє | Клімат у Требинє | Клімат у Требинє | Клімат у Требинє | Клімат у Требинє | Клімат у Требинє |
| Показник                                      | Січ.             | Лют.             | Бер.             | Квіт.            | Трав.            | Черв.            | Лип.             | Серп.            | Вер.             | Жовт.            | Лист.            | Груд.            | Рік              |
| Абсолютний максимум, °C                       | 22,5             | 23               | 26,5             | 32,5             | 36               | 40,5             | 42,5             | 42               | 40,5             | 35               | 26               | 23               | 45,5             |
| Середній максимум, °C                         | 11,2             | 11,3             | 14,4             | 17,9             | 22,3             | 26,2             | 30,3             | 30,3             | 25,4             | 20,4             | 16,6             | 12,4             | 19,9             |
| Середня температура, °C                       | 8,3              | 8,5              | 11,4             | 14,9             | 18,7             | 22,5             | 26,5             | 26,5             | 22,0             | 17,3             | 13,5             | 9,5              | 16,6             |
| Середній мінімум, °C                          | 5,5              | 5,6              | 8,5              | 11,9             | 15,2             | 18,8             | 22,7             | 22,7             | 18,7             | 14,2             | 10,5             | 6,5              | 13,4             |
| Абсолютний мінімум, °C                        | −8               | −7,5             | −4,5             | 2,5              | 8,5              | 10,5             | 14,5             | 14,5             | 10               | 4,5              | −1,5             | −6               | −8               |
| Середня кількість сонячних годин на місяць    | 127,1            | 130,5            | 155,0            | 186,0            | 251,1            | 294,0            | 356,5            | 347,2            | 261,0            | 204,6            | 138,0            | 112,2            | 2563,2           |
| Норма опадів, мм                              | 195.2            | 189.2            | 132.7            | 110.9            | 76.1             | 48.6             | 24.1             | 28.0             | 98.7             | 169.9            | 265.0            | 225.3            | 1563.7           |
| Днів з дощем                                  | 11,2             | 10,9             | 11,6             | 11,2             | 9,5              | 6,7              | 3,4              | 3,5              | 6,4              | 10,3             | 14,3             | 12,5             | 111,5            |
| --------------------------------------------- | ---------------- | ---------------- | ---------------- | ---------------- | ---------------- | ---------------- | ---------------- | ---------------- | ---------------- | ---------------- | ---------------- | ---------------- | ---------------- |
| Джерело: Всесвітня метеорологічна організація |                  |                  |                  |                  |                  |                  |                  |                  |                  |                  |                  |                  |                  |

## Культура
Найважливішою культурною подією року у Требинє є фестиваль «Культурні вечори Дучича», названий на честь сербського письменника Йована Дучича. З цієї нагоди у місті збираються поети та письменники регіону. Також проводиться фестиваль аматорського театру. У Требинє розташований Музей Герцеговини, заснований у 1952 році, в якому представлені експонати історичного та культурного значення для Герцеговини та Народна бібліотека. У місті є 3 вищі навчальні заклади: Академія образотворчого мистецтва, Факультет виробництва та управління, Вища школа туризму та готельного менеджменту.

## Спорт
У місті діє футбольний клуб Леотар, який виступає у Прем'єр-лізі Боснії і Герцеговини. Також є однойменний баскетбольний клуб.

## Відомі жителі
- Асмір Бегович — футболіст.
- Йован Дучич — поет, письменний та дипломат.
- Бранислав Крунич — футболіст, у 2004-2005 роках грав в українському клубі Волинь.
- Наташа Нінкович — акторка.
- Владимир Радманович — баскетболіст NBA.
- Ізет Сарайлич — боснійський історик, філософ, письменник, поет та перекладач.
- Саша Старович — волейболіст.